# Keraton Ngayogyakarta Hadiningrat
Keraton Ngayogyakarta Hadiningrat đã là cung điện chính thức của Vương quốc Hồi giáo Ottoman Ngayogyakarta và bây giờ ở thành phố của Yogyakarta, tỉnh Yogyakarta, Indonesia. Mặc dù đế quốc này đã chính thức trở thành một phần của nước Cộng hòa của Indonesia vào năm 1950, cho đến ngày nay, quần thể cung điện này vẫn còn chức năng là dinh thực của sultan và dòng họ của họ vẫn còn thi hành các nghi lễ theo truyền thống của đế quốc. Cung điện hoàng gia bây giờ là một địa điểm du lịch ở thành phố Yogyakarta. Một phần của phức hợp cung điện là viện bảo tàng có bộ sưu tập khác nhau của đế quốc, bao gồm một loạt các quà tặng từ các vị vua của châu Âu, một bản sao của các bảo vật cung điện, và gamelan. Về mặt kiến trúc, cung điện này là một công trình kiến trúc tốt nhất của kiến trúc cung điện phong cách Java, có một hội trường sang trọng, và hội trường quần vợt và một gian hàng lớn.

Cung điện Sultan của Yogyakarta có 7 công trình chính Siti Hinggil LER (Bắc Hall), Kamandhungan LER (Kamandhungan Bắc), Sri Manganti, Kedhaton, Kamagangan, Kamandhungan Kidul (Nam Kamandhungan), và Siti Hinggil Kidul (South Hall). Cung điện Yogyakarta cũng có các hiện vật thờ cúng là các di sản văn hóa lịch sử.